# Llarga Marxa 5
Llarga Marxa 5 (LM-5, CZ-5, o Changzheng 5) és un vehicle de llançament pesant xinès desenvolupat per la China Academy of Launch Vehicle Technology (CALT). CZ-5 és el primer vehicle xinès amb un nou disseny enfocat en combustibles líquids des de zero.
Actualment, hi ha dues configuracions del vehicle CZ-5, que van ser planificades per a diferents missions, amb una capacitat màxima de càrrega d'aproximadament 25.000 kg a LEO i 14.000 kg a GTO.
El Llarga Marxa 5 està previst que coincideixi més o menys amb les capacitats dels vehicles EELV de tipus pesant d'Amèrica com el Delta IV Heavy.
El llançament inaugural del CZ-5 va tenir lloc el 3 de novembre de 2016 a les 12:43 UTC, des del centre de llançament de satèl·lits de Wenchang a l'illa de Hainan. El llançament va tenir un èxit rotund.

## Historial de vol

### Vol inaugural
El llançament estava previst que es fes cap a les 10:00 del matí del 3 de novembre de 2016, però durant la preparació es van detectar diversos problemes, que implicaven un respirador d’oxigen i un refredament dels motors, provocant un retard de gairebé tres hores. El compte enrere final es va interrompre tres vegades a causa de problemes amb l'ordinador de control de vol i el programari de seguiment. El coet es va llançar finalment a les 12:43 UTC i la fase de propulsió avança de manera nominal. El llançament es porta a terme des de la plataforma de llançament de Wenchang per al llançador construït a la base a l'illa de Hainan al sud-oest de la Xina. Després dels coets Llarga Marxa 6 (llançador lleuger de propulsió líquida), Llarga Marxa 11 (llançador lleuger de propulsor sòlid) i Llarga Marxa 11 (llançador mitjà), és el quart llançador xinès en realitzar el seu primer vol en un període de 14 mesos. Aquesta primera missió del llançador pesat està destinada a provar el seu funcionament. Utilitza la versió coberta de dues etapes de l'etapa superior YZ-2 i porta el satèl·lit experimental Shijian-17 YZ-2. El conjunt format per l'etapa superior i Shijian-17 té una massa estimada de prop de 13 tones.

### Fallida del segon vol
El seu segon llançament, el 2 de juliol de 2017, va experimentar una anomalia poc després del llançament i es va canviar per una trajectòria alternativa més suau. Tot i això, es va declarar un error als 45 minuts del vol. Les investigacions van revelar l'origen del fracàs del segon vol en un dels llocs els motors YF-77 de la fase central (específicament a turbo-bomba de l'oxidant). La pèrdua, segons algunes fonts, s'estima en 1.800 milions de iuans (232 milions d'euros) i retarda les missions lunars previstes. L'error s'atribueix a la falla estructural d'una turbobomba d'un motor YF-77 del primer pis. La immobilització del llançador té importants conseqüències en el cronograma de l'ambiciós programa d'exploració lunar del país.

### Tercer vol
La missió Y3 del programa Llarga Marxa 5 es va llançar el 27 de desembre de 2019, aproximadament a les 12:45 UTC des del centre de Wenchang a Hainan. CASC va declarar la missió un èxit al cap d'una hora del llançament, després que el satèl·lit de comunicacions Shijian-20 es col·loqués en òrbita de transferència geoestacionària, marcant així el retorn al vol del programa Llarga Marxa 5.

### Quart vol (primer de la versió 5B)
El quart vol del programa Llarga Marxa 5 va marcar el debut de la variant CZ-5B. La variant CZ-5B és bàsicament equivalent a la fase central Llarga Marxa 5 amb els seus quatre impulsors alimentats amb líquid; en lloc de la segona etapa habitual de la configuració base, es preveu que les càrregues útils més pesades de l'òrbita terrestre baixa, com ara components de la futura estació espacial modular, serien portades per la variant 5B. El primer vol d'aquesta variant va tenir lloc el 5 de maig de 2020 a les 10 a.m. UTC, amb el CASC confirmant el llançament reeixit 20 minuts després de l'enlairament. Aquesta versió sense segona etapa és capaç de col·locar més de 22 tones en òrbita baixa i té un carenat de 20,5 m. de llarg i 5,2 m. de diàmetre. La càrrega útil es col·loca en òrbita 488 segons després de l'enlairament. És un prototip de la nau espacial tripulada xinesa de nova generació, amb una longitud de 8,8 m. i una massa de 21,6 tones. La nau espacial realitza set maniobres d'elevació d'òrbita utilitzant la seva pròpia propulsió, aconseguint una altura màxima del voltant de 8.000 km, per provar una reentrada d'alta velocitat similar a un retorn de l'òrbita lunar. Encén la seva propulsió en una última vegada el 8 de maig fins a les 5 h 21 UTC per desorbitar. El mòdul de tripulació i el mòdul de servei es separen a les 5 h 33 UTC. La velocitat durant la reentrada atmosfèrica supera els 9 km/s. La càpsula alenteix el seu descens amb tres paracaigudes, esmorteint l'impacte final amb el sòl mitjançant coixins de seguretat a les 5 h 49 UTC al desert de Mongòlia Interior Dongfeng, finalitzant la missió en 67 hores.
Durant el llançament, el Llarga Marxa 5B també s'insereix el seu escenari central en una òrbita el·líptica de 151 per 317 km. amb una inclinació de 41 graus. L'escenari buit té llavors una massa d'unes 20 tones, amb una longitud de 31,7 m. i un diàmetre de 5 m. L'11 de maig de 2020 a les 15 h 33 UTC, l'aparell entra a l'atmosfera sobre l'oceà Atlàntic, sense causar danys, quinze minuts abans, sobrevolava la ciutat de Nova York a només 170 km sobre el nivell de la mar. Per tant, es va evitar un possible accident. No obstant això, alguns informes indiquen que van caure runes a Costa d'Ivori. és l'objecte més gran en fer una reentrada incontrolada des de la desintegració de l'estació espacial soviètica Saliut 7 el 1991.

### Cinquè vol (segon de la versió 5B)

Deteriorament orbital de l'etapa central durant la seva reentrada incontrolada.

El segon vol de la versió 5B té lloc el 29 d'abril de 2021 a les 3 h 23 UTC. Porta en òrbita terrestre baixa el mòdul Tianhe, el primer element de l'estació espacial xinesa amb una massa de 22 tones per a una longitud de 16,6 m. i un diàmetre de 4,2 m. El llançament té èxit i el mòdul s'adapta a una òrbita de 370 km. d'altitud i 41,5° d'inclinació. Com en el primer vol del Llarga Marxa 5B del 2020, l'escenari central orbita la Terra amb la seva càrrega útil i es converteix en deixalles espacials. El maig de 2021 es va conèixer que l'òrbita del coet havia quedat fora de control i que podria estavellar-se'n un fragment de fins a 21 tones, possiblement per causa d'una negligència. Després de diversos dies de càlculs i acotament de les possibles zones d'impacte, els sistemes de predicció van establir una franja àmplia entre els latituds 41,5 graus nord i 41,5 graus sud, per bé que amb moltes dificultats per establir exactament si podria impactar zones densament poblades o si cauria al mar. Les estimacions van estimar l'estavellament durant la matinada del 9 de maig de 2021, per bé que sense més detalls atès l'àmplia franja geogràfica en diversos continents del possible impacte —inclosa la totalitat del Països Catalans. La reentrada atmosfèrica va tenir lloc a les 4 h 15 UTC sobre la Península Aràbiga, amb caiguda de residus a l'oceà Índic a les 4 h 24 UTC a la costa de les Maldives.